# Rösli Rominger
Rösli Rominger war eine Schweizer Skirennfahrerin.

## Karriere
Rominger feierte den grössten Erfolg ihrer Karriere bei den Weltmeisterschaften 1934 in St. Moritz. Sie gewann im Slalom die Bronzemedaille hinter den beiden Deutschen Christl Cranz und Lisa Resch. Sie verhinderte damit einen deutschen vierfachen Sieg, denn auf den Plätzen vier und fünf landeten mit Ilse Adolph und Käthe Grasegger zwei weitere Deutsche.

## Erfolge

### Weltmeisterschaften
- Mürren 1931: 7. Abfahrt, 7. Slalom
- St. Moritz 1934: 3. Slalom, 6. Kombination, 10. Abfahrt.